# Opolski Festiwal Skoków 2010
V Opolski Festiwal Skoków – zawody lekkoatletyczne rozegrane 11 września 2010 w Opolu.
Wydarzeniem mityngu był najlepszy w tym roku na świecie rezultat Rosjanina Iwana Uchowa w skoku wzwyż – 2,36 m.

## Rezultaty
| Konkurencja:          | 1. miejsce            | Rezultat   | 2. miejsce       | Rezultat | 3. miejsce        | Rezultat |
| Skok wzwyż mężczyzn   | Iwan Uchow            | 2,36 WL PB | Konrad Owczarek  | 2,26     | Robert Wolski     | 2,26 SB  |
| Skok wzwyż kobiet     | Iva Straková          | 1,88       | Kamila Stepaniuk | 1,88     | Oldriška Marešová | 1,82     |
| Trójskok mężczyzn     | Michał Lewandowski    | 15,86      | Dmytro Chornota  | 15,29    | Szymon Machaj     | 14,92    |
| Rzut dyskiem mężczyzn | Przemysław Czajkowski | 61,99      | Jan Marcell      | 60,67    | Robert Urbanek    | 60,31    |